# Another Life (album)
Another Life is een studioalbum van John Hackett.  Het album is opgenomen in Sheffield (Hacktrax) en Hampshire (Magick Nuns). John Hackett schakelde opnieuw zijn broer gitarist Steve Hackett in, die kortstondig gitarist was bij Genesis. Steve volgde in die muziekgroep Anthony Phillips op, die op dit album aanwezig is in track Satellite. Nick Magnus, muziekproducent speelde in de jaren tachtig in de band bij Steve Hackett met John Hackett.

## Musici
- John Hackett – zang, dwarsfluit, gitaar, basgitaar en toetsinstrumenten
- Nick Magnus – toetsinstrumenten, elektronisch slagwerk
- Steve Hackett – gitaar (tracks 1, 2, 4, 6, 10, 11 en 13), mondharmonica (track 7)
- Anthony Phillips – gitaar, klavecimbel (track 7)
- Duncan Parsons – triangel

## Muziek
| Nr. | Titel                                     | Duur |
| --- | ----------------------------------------- | ---- |
| 1.  | Another life (John Hackett)               | 4:01 |
| 2.  | Look up (John Hackett)                    | 3:42 |
| 3.  | Poison town (John Hackett)                | 3:34 |
| 4.  | White lines (John Hackett)                | 5:06 |
| 5.  | Life in reverse (John Hackett)            | 3:17 |
| 6.  | Burnt down trees (John Hackett)           | 2:54 |
| 7.  | Satellite (John Hackett)                  | 3:29 |
| 8.  | Forest (John Hackett)                     | 4:41 |
| 9.  | Magazine (John Hackett, Nick Magnus)      | 4:37 |
| 10. | Rain (John Hackett)                       | 3:10 |
| 11. | Actors (John Hackett)                     | 3:40 |
| 12. | Another day, another night (John Hackett) | 4:08 |
| 13. | Poison town reprise (John Hackett)        | 2:08 |